# Дадон (епископ Вердена)
Дадон (также Дадо или Фридо; лат. Dadon, Dado или Frido; умер 7 октября 923) — епископ Вердена с 880 года.

## Биография
Основной средневековый нарративный источник о Дадоне — «Деяния верденских епископов». Та часть труда, где повествуется о нём, была написана в 916 году каноником Бертарием. Так же Дадон упоминается во франкских анналах, хронике Гуго из Флавиньи и трудах других средневековых авторов, а также в актах синодов духовенства Каролингской Европы.
Дадон происходил из знатной лотарингской семьи. Его отца звали Радальд, мать — Ротруда. Дядей (возможно, по матери) Дадона был епископ Вердена Берхард. В различных источниках упоминаются брат Дадона Адальберт и две сестры — Виллибурга и Лантсинда. От брака последней с графом Матфридом Мецским родился Бернойн, также бывший верденским епископом.
Ещё в юности Дадон принял духовный сан и стал каноником в верденской церкви Святого Витона. В школе при этом храме он получил хорошее для своего времени образование, а затем был главой здешнего капитула и главой церковной школы.
После смерти Берхарда 31 декабря 879 года Дадон с согласия короля Людовика III Младшего был избран преемником дяди в Верденской епархии. Подобно многим своим предшественникам одновременно с саном епископа он получил и сан настоятеля монастыря Святого Маврикия в Толае. Несмотря на повеление папы римского Иоанна VIII, митрополит Дадона Бертульф Трирский отказался рукоположить нового епископа в сан. Глава Трирской архиепархии утверждал, что избрание Дадона было делом не клира и прихожан Вердена, как того требовали церковные каноны, а короля Людовика III Младшего. В результате, заручившись поддержкой архиепископа Гинкмара Реймсского, интронизацию Дадона в мае 880 года провёл епископ Меца Вала, за два года до того получивший паллий от папы римского Иоанна VIII. Однако рукоположение Дадона в сан вызвало конфликт между Валой и Бертульфом, всё ещё считавшим главу Мецской епархии своим суффраганом и, следовательно, отказывавшим тому в праве самостоятельно проводить посвящения в епископский сан. Этот спор прекратился в 881 году после отказа Валы от архиепископских прав. Разногласия же между Дадоном и его митрополитом были урегулированы только в 884 году, уже при новом трирском архиепископе Радбоде.
Совместно с Радбодом Трирским и Ароальдом Тульским Дадон в 883 году участвовал в интронизации нового епископа Меца Роберта I. Вместе с другими суффраганами Трирской митрополии епископ Вердена участвовал в нескольких синодах: Мецском и Майнцском соборах (888 год) и в соборе духовенства Восточно-Франкского королевства в Требуре (895 год).
При Дадоне Верден дважды захватывали викинги. В первый раз это произошло 881—882 годах, когда Рейнская область подверглась очередному нашествию норманнов. Правитель Восточно-Франкского государства Карл III Толстый для выплаты дани норманнам обложил все епархии своего королевства особым налогом, сделав исключение только для Верденской епархии. В 888 или 889 году Верденская и Тульская епархии снова были разорены викингами. Те захватили Верден, убили многих жителей (включая всех каноников церкви Святого Витона) и сожгли часть города вместе с кафедральным собором. Эти события Дадон описал в несохранившейся до наших дней элегической поэме.
В тринадцатый год своего управления епархией (то есть, в 893 году) Дадон написал агиографическое сочинение — «Жизнь Гаттона и Берхарда» (лат. «De vita Hattonis et Bernhardi»). В нём повествовалось о его ближайших предшественниках на епископской кафедре, Гаттоне и Берхарде. Это был самый ранний средневековый нарративный источник по церковной истории Вердена. В том же году Дадон составил сборник «История нашего времени» (лат. «Historia sui temporis»), в котором перечислялись дарственные документы, данные франкскими монархами Верденской епархии. Оба эти труда сохранились только частично. Особую ценность второму сочинению придаёт то, что бо́льшая часть упомянутых Дадоном документов было уничтожена пожаром 915 года. Желая хоть как-то восполнить эту утрату, в 916 году каноник Бертарий написал — «Краткую история верденских епископов» (лат. Historia brevis episcoporum Virdunensium) — свод биографий всех известных ему верденских епископов, начиная с основания епархии в первой половине IV века святым Санктином и заканчивая 887 годом. Среди использованных Бертарием источников были и сочинения Дадона. Епископу же он посвятил и свой труд. Позднее труд Бертария был продолжен другими авторами, став частью «Деяний верденских епископов».
За долгое время управления Дадоном Верденской епархией Лотарингия неоднократно переходила от одного монарха из династии Каролингов к другому. Сначала она принадлежала Людовику III Младшему, а после смерти того в 882 году — Карлу III Толстому. От обоих этих правителей Дадон получал дары для своей епархии. После отречения императора Карла III Толстого Лотарингия вместе со всем Восточно-Франкским государством стала владением Арнульфа Каринтийского. Этот монарх передал в дар Верденской епархии монастырь в Монфоконе, в котором Дадон поселил прибывших из Британии монахов во главе с Андреем. В 895 году Арнульф Каринтийский передал Лотарингию своему сыну Цвентибольду. В то время Дадон был среди тех представителей светской и церковной знати, которые были мятежно настроены в отношении этого правителя. После гибели Цвентибольда в 900 году Лотарингия вошла во владения Людовика IV Дитяти, с 911 года — в Западно-Франкское государство Карла III Простоватого, в 922 году стала владением короля Роберта I, а в следующем году — Рауля I.
В 915 году Верден был захвачен графом Бозоном, личным врагом епископа. Во время этого нападения между войсками графа и верденским ополчением произошло сражение с большим числом погибших с обеих сторон. По приказу Бозона была сожжена епископская резиденция в церкви Святого Витона вместе с находившимся там архивом. Тогда были уничтожены почти все имущественные документы епархии, включая дарственные хартии франкских монархов. По утверждению Бертария, до этого разорения Верденская епархия долгие годы процветала под мудрым руководством епископа Дадона.
Дадон пользовался большим уважением среди своих современников. В заслугу ему ставили неустанную борьбу за соблюдение церковной дисциплины духовенством Верденской епархии. Друг Дадона, Соломон III Констанцский, очень высоко оценивал достоинства епископа Вердена, называя того «светом своего века, зерцалом и образцом епископа». Оба эти иерарха занимались литературной деятельностью и обменивались друг с другом своими сочинениями. Однако ни один из поэтических трудов Дадона не сохранился. Архиепископ Руотгер Трирский посвятил Дадону написанный им сборник церковных канонов «Compilation».
Дадон умер 7 октября 923 года после сорока трёх лет управления Верденской епархией и был похоронен в церкви Святого Витона. Новым главой Верденской епархии стал назначенный королем Раулем Гуго I, а аббатство Святого Маврикия в Толае перешло к племяннику Дадона Бернойну. Вероятно, возведению Гуго I на кафедру способствовало отсутствие в то время в Вердене графа: предыдущий правитель города, Риквин, был 14 или 15 марта того же года убит братом короля Рауля I, графом Бозоном I.

## Комментарии
1. ↑  По другим данным, это произошло в 916 или 917 году[19]. Однако, скорее всего, эти даты соответствуют датам создания Бертарием «Краткой истории верденских епископов»[27].